# Francisco Cienfuegos

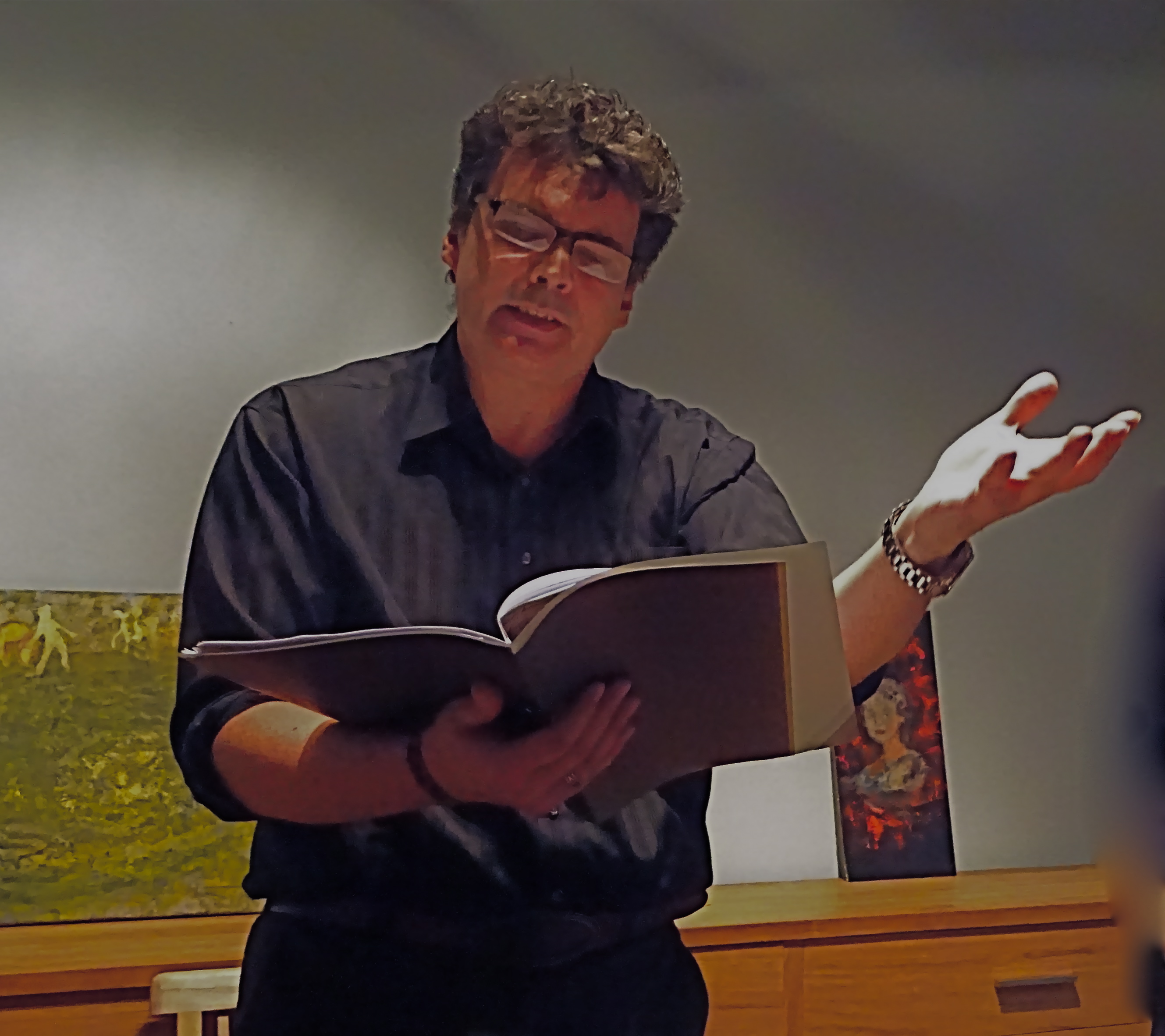
Francisco Cienfuegos

Francisco Cienfuegos (* 1963 in Isla Cristina) ist ein in Deutschland lebender spanischer Lyriker, Autor und Pädagoge.

## Werdegang
Cienfuegos war Mitbegründer und Mitglied der Autorengruppe „spanischsprachige Poesie und Prosa in Deutschland“, die bis zu Beginn der 1990er Jahre vom spanischen Staat mitfinanziert wurde. Er unterrichtet als promovierter Erziehungswissenschaftler an einer Fachschule für Sozialwesen in Frankfurt/Main.
Als zweisprachiger Lyriker veröffentlichte er sowohl deutsch- als auch spanischsprachig. Seine impressionistische Lyrik, die von einer sehr tiefschichtigen und ausgeprägt bildhaften Sprache gekennzeichnet ist, stellt er in  Auftritten in  Deutschland und teilweise in Spanien dar. Bei diesen Lesungen handelt es sich um lyrisch-musikalische Performances, bei denen er meist vom Gitarristen Ismael Alcalde begleitet wird. Die Werke von Francisco Cienfuegos sind in mehreren Anthologien vertreten. Außerdem kooperiert er mit dem Verlagsprojekt „SternenBlick“ in der Funktion eines Mitherausgebers. Im Rahmen der „Cita de la Poesía“, einem alljährlichen internationalen Lyrikfestival in Berlin, ist er 2017 für seine „herausragende zweisprachige Lyrik“ ausgezeichnet worden. Francisco Cienfuegos arbeitet auch als spanisch-deutsch Übersetzer von lyrischen Texten.
Auf Spanisch erschien 2015 sein Buch „Viaje al fin del recuerdo“ (Editorial Carena, Barcelona).
Sein erster deutschsprachiger Lyrikband wurde vom österreichischen „Berger-Verlag“ veröffentlicht. 2018 erscheint im Frankfurter Größenwahn-Verlag sein lyrisches Werk.